# Convento del Carmen (Villarreal)
El convento del Carmen es un convento de la orden franciscana, datado del siglo XVII, sito en la calle  Raval del Carmen de Villarreal, en la comarca de la Plana Baja. Se trata de un edificio religioso católico catalogado, dentro del Plan General de Ordenación Urbana, Bien de Relevancia Local según la Disposición Adicional Quinta de la Ley 5/2007, de 9 de febrero, de la Generalitat, de modificación de la Ley 4/1998, de 11 de junio, del Patrimonio Cultural Valenciano (DOCV Núm. 5.449 / 13/02/2007); con el código: 12.06.135-009.

## Historia
La fundación del convento de los franciscanos en Villarreal se remonta al siglo XVI, más concretamente al 5 de septiembre de 1593, cuando Juana Piquer  donó unos terrenos a la orden, con la condición clausural de fundar un convento en Villarreal en un plazo máximo de un año.
Al entonces prior de la orden, Fray Baltasar Pons, le parecía que los terrenos donados no eran lo suficientemente grandes como para instalar en ellos un convento, así que solicitó al Ayuntamiento de Villarreal que se le fuera cedida a la orden la ermita colindante a los terrenos cedidos, que estaba dedicada a venerar a San Blas y a Santa Bárbara, para utilizarla como iglesia conventual y poder, de este modo, utilizar el resto de los terrenos para las instalaciones monacales.
El ayuntamiento accedió, pero estableció como condición el mantenimiento de la advocación a los mentados santos en la nueva iglesia conventual. De este modo se inicia el proceso de construcción y fundación del convento carmelita en Villarreal.
En 1602 las instituciones locales y religiosas del pueblo deciden el itinerario de las procesiones que podían realizar los frailes para celebrar la festividad de la Virgen del Carmen, su patrona. Además, la fama de buenos predicadores de los padres franciscanos hizo que el consistorio local les encargara desde muy pronto los sermones de Cuaresma y para las principales fiestas locales. Algunos de estos actos continúan hasta la actualidad.
Durante la Guerra de Sucesión, con el saqueo e incendio de Villarreal por las tropas Borbónicas, los frailes se refugiaron en el convento de Onda, hasta que pudieron volver, hasta que otra guerra perturbara su vida de retiro y oración, esta vez la guerra de la Independencia, dispersándose la orden, siendo mantenida, nuevamente, por el convento de Onda, hasta su vuelta a Villarreal.
Entre 1820 y 1823, época del Trienio Liberal, se procedió a la supresión del convento, siendo los frailes obligados a unirse a la comunidad del convento de Onda por la Real Orden de 21 de mayo de 1821, atendiendo a un arreglo de conventos de la provincia de Valencia, en cumplimiento de la Ley sobre monasterios y conventos de 25 de octubre de 1820. El convento quedó suprimido de forma permanente y definitiva por la junta de gobierno del reino de Valencia y Murcia el 21 de septiembre de 1835, publicándose la decisión en un Real Decreto el 25 de julio de ese año, Real Decreto que suprimía los monasterios y conventos de religiosos con menos de 12 individuos profesos. La exclaustración fue confirmada por el Real Decreto de 11 de octubre suprimiendo los monacales.
El convento se convertía en granja de gusanos de seda, para la fabricación, in situ, de hilo de seda; y posteriormente en almacén de naranjas. Por su parte la iglesia fue transformada en fábrica de alcohol hasta que, en 1877, un grupo de sacerdotes y seglares compraron convento e iglesia, la cual restauraron y donaron posteriormente a la Orden franciscana de Villarreal, la cual, muy afectada por todos los acontecimientos, no pudo hacerse cargo de la donación y fue a parar a manos del Carmen de Onda, pasando de esta forma a los Franciscanos Menores.
En 1923 vuelven dos franciscanos de la Primera Orden y se instalan en una alquería, la de Mosén Ferreres, para pasar poco después (1924) a la alquería de Sanchís. En 1925, poco antes de morir, el Obispo de Tortosa concedió licencia para la fundación del convento de Villarreal. Pero, por respeto al nuevo Obispo se cursó una nueva solicitud, que fue admitida y con ella se llevó a cabo el inicio de la construcción del nuevo convento en el año 1926, obras finalizadas un año después, bendiciéndose el convento el 24 de noviembre de 1927, fecha en la que se produjo el traslado de la orden de las antiguas instalaciones a las que posee hoy en día.
Durante la guerra civil española, el convento fue abandonado por la orden, expulsada por las tropas republicanas, y el convento pasó a ser cuartel y hospital, tanto de las tropas de un bando como del otro. Tras la guerra el convento fue reclamado por la Orden al ejército, y éste, tras las oportunas averiguaciones, lo devolvió a los frailes.

## Descripción
La iglesia del convento presenta planta de nave única con coro alto a los pies de la misma. Presenta decoración típica del siglo XVII, con cúpula decorada con frescos, y capillas laterales con retablos. Tras el altar principal se localiza la Capilla de la Comunión, que tiene forma ovalada y es remarata verticalmente con una cúpula de grandes dimensiones.
De la zona conventual, destaca el claustro, de estilo manierista.